# Palomas (Uruguay)
Palomas es una localidad uruguaya del departamento de Salto, municipio de Villa Constitución. Se encuentra 10 km al este del mojón del km 525 de la Ruta Nacional N°3 Gral José Artigas.

## Geografía
La localidad se encuentra situada en la zona noroeste del Departamento de Salto, entre los arroyos Palomas Grande y Palomas Chico, sobre el camino que une Constitución con el Paso de las Piedras en el río Arapey Grande,
10 km al Este de la ruta 3, junto a la estación de ferrocarril de igual nombre de la línea Salto-Artigas.

## Población
Según el censo de 2011 la localidad contaba con una población de 88 habitantes.El asentamiento inicial del poblado se instauró en la década de 1870/80 hay registros de partidas de bautismo de la Iglesia Católica de 1869 que se menciona el lugar o paraje ya establecido https://www.familysearch.org/records/images/search-results?page=1&place=5553  por parte de inmigrantes y paisanos trabajadores del ferrocarril entre Salto y Bella Unión el cual su tendido quedó inaugurado en octubre de 1874: El lugar abastecía de carbón y agua a las locomotoras de la empresa inglesa The Northern Uruguay Railway Co. poseedora de la concesión estatal de explotación en la zona hasta 1949 año en que se nacionalizaron los ferrocarriles. El principal promotor de impulsar el centro poblado fue Don Carlos Maldini, italiano, proveniente de Como, Lombardía, Italia quien precisamente provino en dichas cuadrillas del ferrocarril como ingeniero y quien otrora fuera fundador de la Asociación Agropecuaria de Salto. El nombre es homónimo a los dos arroyos que abrazan al poblado y éste se debe a que a 10 km al sur se estaba asentando una colonia ruso-polaca (colonia Las Flores) y las plantaciones de trigo y girasol eran la principal atracción de bandadas de palomas.
El lugar fue centro de acopios del azucarero El Espinillar y de embarques de animales. También se instaló la escuela número 4 de Salto, hecho que ocurrió por el año 1920 aproximadamente. Posteriormente se afincó Don Ramón J. Vinci, quién fuera Intendente del Departamento de Salto algunos años después. En 1940, mientras se buscaba petróleo en la zona, se encontraron aguas termales lo que dio origen al auge de las Termas del Arapey. Hay indicios de que habitaron indígenas Bohanes en esa zona ya que Don Jorge Silva, tractorista y nativo del lugar, encontró alfarerías y armas de piedra lo que fue donado al Museo del Hombre y la Tecnología ubicado en la Ciudad de Salto. La Estancia más longeva data de 1796 actualmente llamada "El Recreo", ubicada a 6 km al norte del poblado perteneciente a la familia Silva y Rosas. Fue seccional policial de la zona hasta 1982 cuando se trasladó a Villa Constitución. Néstor "Tito" Gonçalvez, quien fuera jugador y capitán histórico de Peñarol, cursó también años en la escuela de la localidad. La familia Bortagaray, estancieros y empleadores del 50% de su población, impulsaron el intento fallido de un frigorífico local durante el período de esplendor en la década de 1960, en donde la población ya era cercana a las 1000 personas. El cierre del ferrocarril en el año 1988 y el fraccionamiento de la familia Bortagaray produjo un despoblado masivo y casi extinguió la existencia del poblado. La creación de MEVIR aunó esfuerzos y produjo un primer asentamiento estable a partir de 1995 y un segundo plan en 2015, hasta entonces creciendo paulatinamente en vísperas de un proyecto de energía renovable eólica propuesta por la empresa estatal UTE, un Parque proyectado y ejecutado el cual está constituido por 35 aerogeneradores que producen en promedio 70MW .   
Son de público conocimiento y muy populares los dos festivales anuales de la localidad:  
Festival del Reencuentro Gaucho: desde el 2008 consta de jineteadas, pruebas de rienda, desfile gaucho, pruebas de destreza,etc organizado por la Escuela N.° 22.  
Festival de Reencuentro de Exalumnos que cursaron en la escuela; organizado por éstos desde 2018 que hoy se afincan en otros lugares, algunos muy distantes pero las vivencias y arraigo al lugar forma parte de su sentido de pertenencia que les caracteriza e identifica.             
| 103           | 116 | 88 |
| (Fuente: INE) |     |    |